# Roger Mondragón
Roger Omar Mondragón Avelar (Choluteca, Choluteca, Honduras; 20 de abril de 1989) es un futbolista hondureño. Juega de mediocampista, su primer equipo fue el Club Deportivo Motagua. Actualmente juega en el Club Deportivo Motagua de Honduras.

## Trayectoria Futbolística
Roger Mondragón hizo su debut profesional en la temporada 2010-11 y marcó su primer gol el 11 de septiembre de 2010 en La Ceiba contra el Club Deportivo Vida en el último minuto del juego y empató el partido para poner el marcador 2-2. 

### Lesión
El 16 de enero de 2011 sufrió una grave lesión en su tibia, dejándolo fuera el resto de la temporada 2010-11.

## Selección nacional
Roger Mondragón solo ha participado con la Selección Sub-23.

## Clubes
| Club                   | País     | Año         |
| ---------------------- | -------- | ----------- |
| Club Deportivo Motagua | Honduras | 2010-2012   |
| Club Deportivo Vida    | Honduras | 2012-2013   |
| Club Deportivo Motagua | Honduras | 2013-Retiro |

## Palmarés

### Campeonatos nacionales
| Título                              | Club                   | País     | Año           |
| ----------------------------------- | ---------------------- | -------- | ------------- |
| Liga Nacional de Fútbol de Honduras | Club Deportivo Motagua | Honduras | 2010-2011 Cl. |